# Selenacentrus wallacei

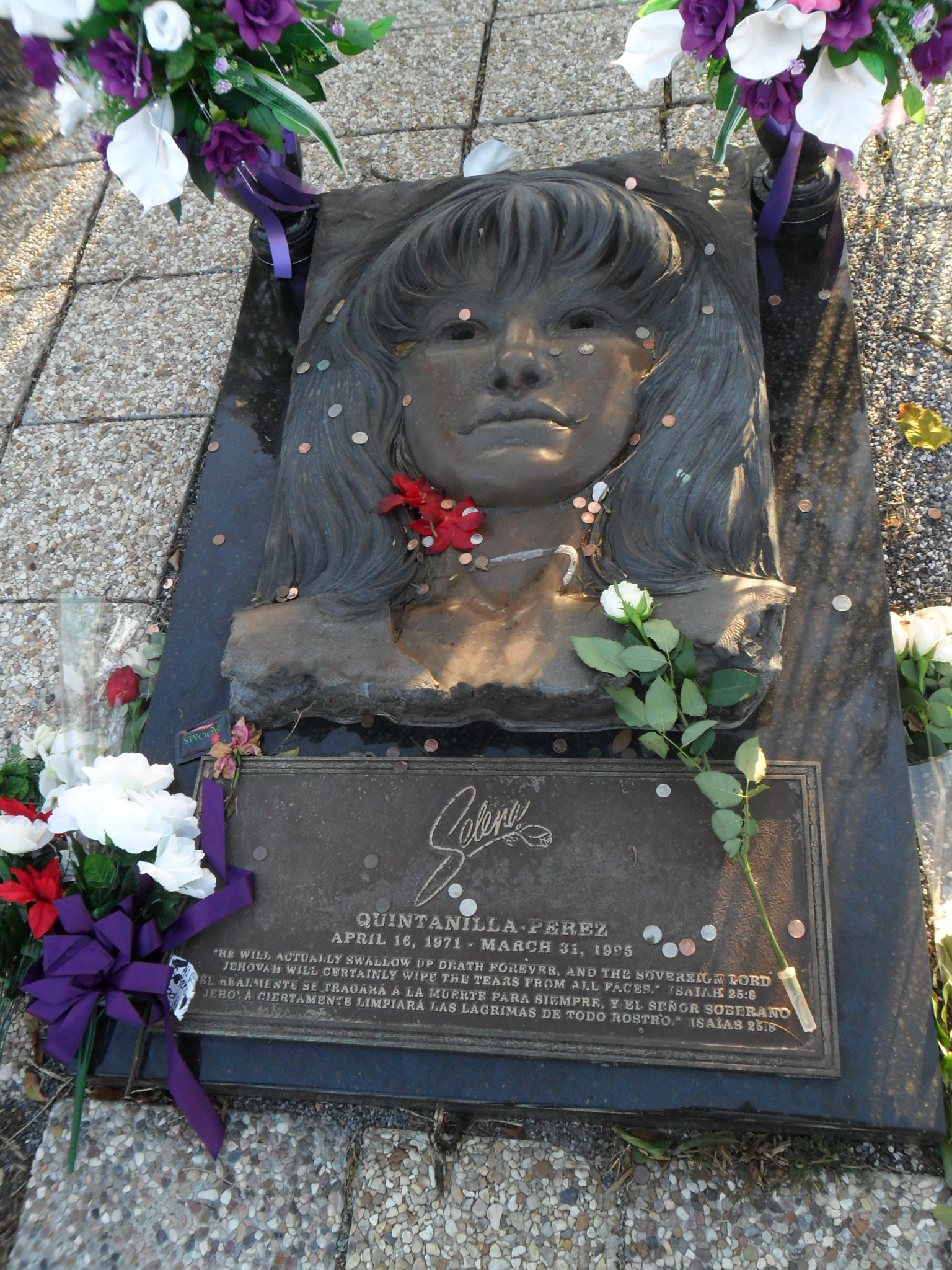
Род Selenacentrus был назван в честь певицы Селены (1971—1995) (надгробная плита).

Selenacentrus wallacei  (лат.) — вид равнокрылых насекомых горбаток (Membracidae) из подсемейства Centrotinae. Северная Америка. 

## Распространение
Мексика (Guanajato, Hidalgo, Nuevo Leon, Quer  etaro, San Luis
Potosı, Tamaulipas), США (Техас). 

## Описание
Мелкие горбатки, длина тела — 6—8 мм. Основная окраска пёстрая: от красновато-коричневой до чёрной.
Кормовые растения: Fabaceae, включая Prosopis laevigata, Pithecellobium и Acacia greggii. Систематическое положение неясное. Среди многочисленных триб подсемейства Centrotinae новый род Selenacentrus по жилкованию крыльев и строению брюшка разделяет отдельные признаки таких триб как Nessorhinini, Platycentrini, Boocerini, Monobelini, и Pieltainellini. 
Вид был впервые описан в 2016 году американскими энтомологами Бренданом Моррисом (Dr. Brendan O. Morris; University of Illinois at Urbana-Champaign, Иллинойс, США) и Кристофером Дитрихом (Dr. Christopher H. Dietrich). 

## Этимология
Родовое название Selenacentrus дано в честь известной американской певицы Селены (Selena Quintanilla; 1971—1995, убитой в 23 года), которую называют королевой музыки стиля техано. Видовое название S. wallacei дано в честь профессора биологии Мэттью Уоллеса (Matthew S. Wallace; East Stroudsburg University, США), одного из крупнейших специалистов по цикадовым насекомым и горбаткам.